# The Brood (wrestling)
The Brood è stata una stable di wrestling attiva nella World Wrestling Federation tra il 1998 e il 1999, composta da Edge, Christian e Gangrel. Avevano la gimmick dei vampiri.

## The Brood
L'incarnazione originale del Brood era formata da Gangrel, Edge & Christian ma inizialmente era un tag team formato da Gangrel ed Edge, debuttando a Sunday Night Heat. Christian debuttò a Breakdown: In Your House distraendo Edge nel corso del suo match contro Owen Hart. In seguito Gangrel rivelò che Cristian era il fratello minore di Edge. La stable iniziò poi una faida contro il Ministry of Darkness, stable capeggiata da The Undertaker e il Brood finì per fare parte della Ministry ma ne uscì in seguito a causa degli attriti tra Undertaker e Christian. Nel 1999 Gangrel voltò le spalle ai suoi compagni per allearsi con gli Hardy Boyz, che avevano da poco iniziato una faida con i due.

## Musiche d'ingresso
- "Blood" di Jim Johnston

## Titoli e riconoscimenti
- World Wrestling Federation
- WWF Hardcore Championship (1) - Edge
- WWF European Championship (1) - Edge
- WWF Light Heavyweight Championship (1) - Christian